# Вараттон
Вараттон (*Waratton, д/н — 686) — мажордом Нейстрії і Бургундії у 680/681 і 683/684—686 роках.

## Життєпис
Походив з нейстрійського знатного роду, володіння якого розташовувалися біля Руана. Можливо, був родичем мажордом Ерхіноальда або Еброїна (успадкував від того маєток біля Ланьї-ле-Сек).
Перша письмова згадка про Вараттона припадає на 659 рік, де його згадано в хартії Хлотаря III, короля Нейстрії та Бургундії, щодо врегулювання майнового спору між архієпископством Руана і абатством Сен-Дені. Наступна згадка Вараттона як представника королівського почту припадає на 663 рік. Вважається, що на цей час він набув значної політичної ваги.
У 680 або 681 році після вбивства мажордома Еброїна завдяки підтримці нейстрійської знаті та Оуена, архієпископа Руанського, отримав від короля Теодоріха III посаду мажордома Нейстрії і Бургундії.
Вараттон, відмовившись від політики Еброїна, уклав перемир'я з мажордомом Австразії Піпіном Геристальським, отримавши від того заручників. Втім цей крок не знайшов підтримки серед нейстрійської знаті. Цим невдоволенням скористався син Вараттона — Ґізлемар, який давно мріяв захопити владу. Невдовзі він очолив змову проти батька, позбавив його посади мажордома і сам посів цю посаду.
У 683 або в 684 році в розпал війни з Австразією помер син Вараттона. Останній знову отримав посаду мажордома. Він поновив мирну політику стосовно Австразії. Вараттон спрямував до Кельну архієпископа Оуена Руанського і за його посередництвом уклав новий договір з Піпіном Геристальським.
В подальшому мажордому вдалося значно зміцнити свої позиції при дворі Теодоріха III. В «Житії Оуена Руанського» Вараттон згадується як віцекороль (subregulus). «Книга історії франків» і «Хроніка продовжувачів Фредегара» наділяють його епітетом «блискучий», а «Ранні Мецькі аннали» описують його як енергійного і уславленого державного діяча.
Вараттон помер в 686 році. За сприяння його вдови Ансфледи новим мажордомом став Берхар, одружений з їхньою донькою Анструдою.